# Love and Destiny
Love and Destiny (em chinês:宸 汐 缘; pinyin: Chen Xi Yuan) é uma série de televisão chinesa de 2019 estrelada por Chang Chen e Ni Ni. A série estreou no iQIYI em 15 de julho de 2019. Mais tarde, foi transmitido em rede nacional e foi ao ar na Hubei TV em 26 de janeiro de 2020. 
Faz parte da trilogia Three Lives Three Worlds de Tang Qi Gong Zi (唐七公 子), ao lado de Eternal Love e Eternal Love of Dream. 

## Elenco

### Principal
- Chang Chen ... Jiu Chen
- Ni Ni ... Ling Xi / Lin Mo

### Tribo do céu
- Li Jiaming ... Yun Feng
- Hai Ling... Yuan Tong
- Zhang Haiyu ...Si Ming
- Na Guangzi ...Shi San
- Hei Zi ... Tianlei Zhenjun
- Lu Jiani ...Yu Li

### Tribo Shan Ling
- Li Dongxue ...Jing Xiu
- Liu Qianhan ...Ling Yue
- Liu Yinglun ...Bao Qing
- Hou Peijie ... You Chang
- Du Yiheng ...Chi Bi
- Du Heqian ...Vovó Shi

## Produção
A série é produzida pela equipe por trás de Eternal Love (2017), que afirmou que Love and Destiny se passa no mesmo mundo ficcional de Eternal Love e seria visto como um spin-off.
Love and Destiny foi filmada no Hengdian World Studios e Gansu de julho a dezembro de 2018. Chang Chen e Ni Ni foram anunciados como os atores principais em 9 de abril de 2019 e um trailer foi lançado no mesmo dia.  A série marca a estreia de Chang Chen na televisão. O resto do elenco de apoio foi revelado em 9 de maio de 2019.

## Recepção
A série recebeu críticas positivas por seu enredo e atuação, subindo de uma pontuação inicial de 5,4 para 8,3 no Douban.

## Prêmios e indicações
Love and Destiny foi indicado como melhor telenovela no Emmy Internacional 2020.